# Live action

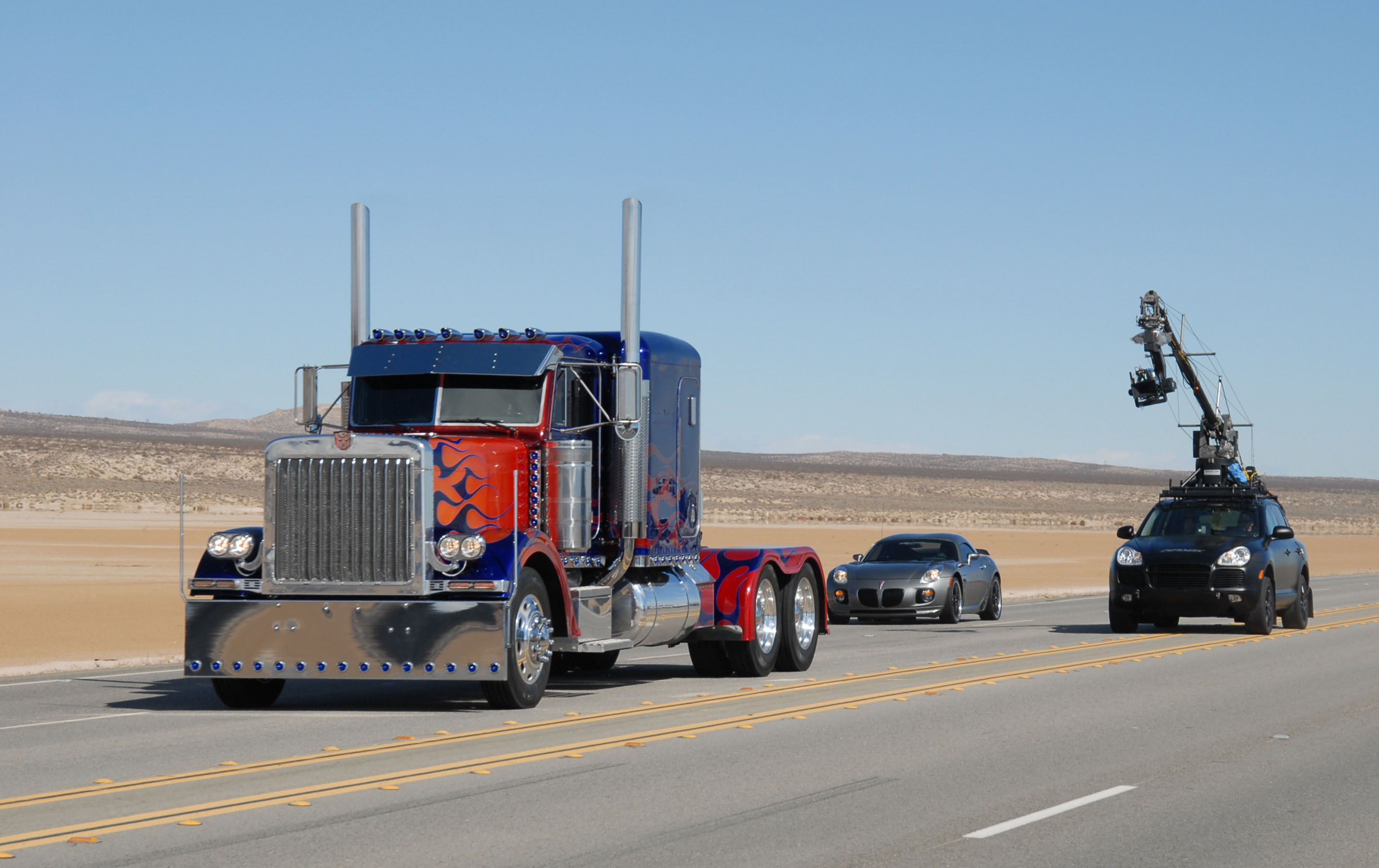
Zdjęcie z planu filmowego podczas nagrywania sceny z udziałem aktorów (live action)

Live action – pochodzący z języka angielskiego termin oznaczający pracę wykonywaną przez aktorów przed kamerą, w przeciwieństwie do filmów animowanych. Live action jest normą w kinematografii, więc używanie tego terminu jest zazwyczaj zbyteczne. Jest jednak konieczne w sytuacji, gdzie ważne jest rozróżnienie, czy chodzi o animację, czy praca jest adaptacją kreskówki, jak na przykład Flintstonowie, 101 dalmatyńczyków (odnoszące się do kreskówki i filmu aktorskiego).
Termin jest także używany w odniesieniu do filmów łączących animację i pracę aktorów, by wskazać nieanimowane postacie. Takimi filmami są na przykład Kto wrobił królika Rogera? i Kosmiczny mecz, w których postacie animowane i żywi aktorzy występują obok siebie.